# Relations entre la France et le Pakistan
Les relations entre la France et le Pakistan désignent les relations diplomatiques bilatérales s'exerçant entre d'une part, la République française, État principalement européen, et de l'autre, la République islamique du Pakistan, État du sous-continent indien. 

## Histoire
La France fut le premier État non-musulman à reconnaître le Pakistan. 
Au cours de la guerre froide, la France témoigna d'un vif intérêt pour le Pakistan et devint l'un des fournisseurs majeurs de l'armée pakistanaise, en lui vendant des avions Mirage et des sous-marins. 
Néanmoins, l'Inde était le principal partenaire de la France dans la région, et les espérances pakistanaises furent déçues sur la question du Cachemire.

## Période contemporaine

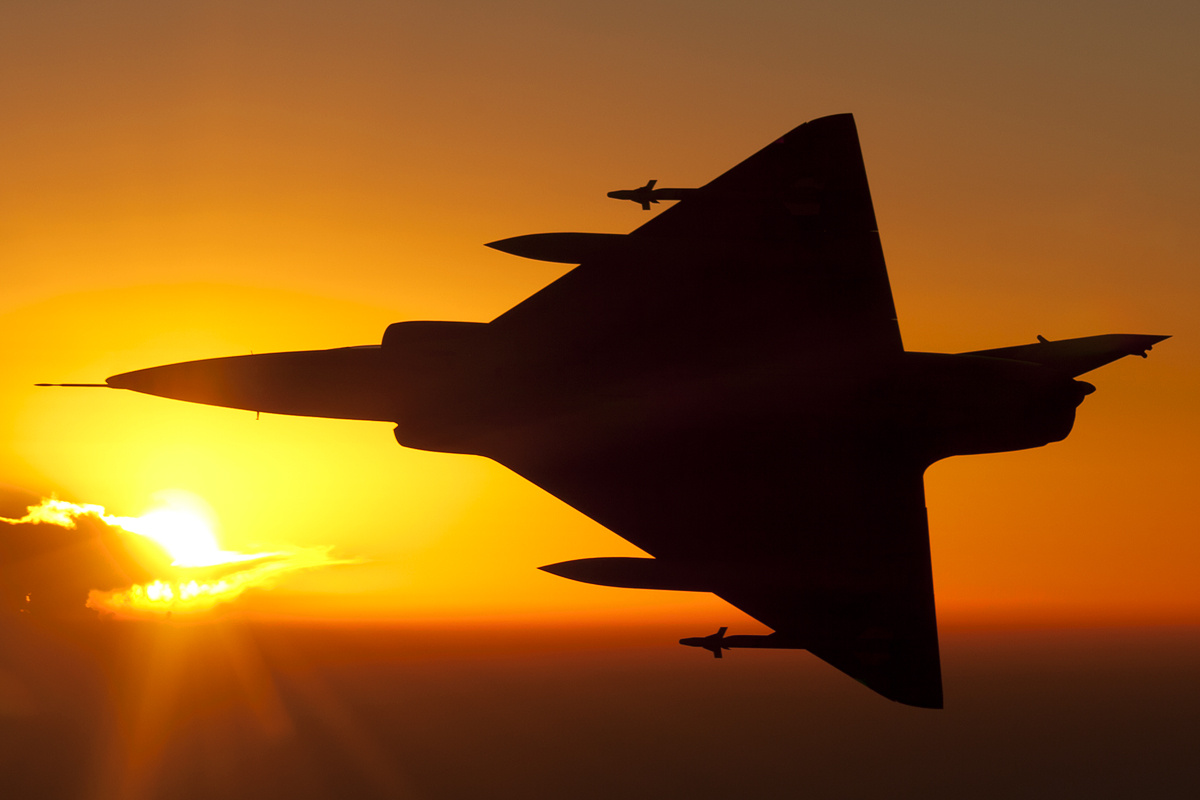
Mirage de l'aviation pakistanaise.

### D'un point de vue militaire
La France reste aujourd'hui l'un des principaux fournisseurs de l'armée pakistanaise.

### Dans le domaine de l'énergie
En 2009, la France a fourni ses capitaux et son expertise technologique pour aider le Pakistan dans le domaine de l'énergie nucléaire civile.

### Liens culturels
La France accueille une diaspora pakistanaise. Mehmood Bhatti est un modéliste franco-pakistanais basé à Paris, représentatif du dynamisme des échanges culturels entre les deux pays.